# Georg van Antiochië

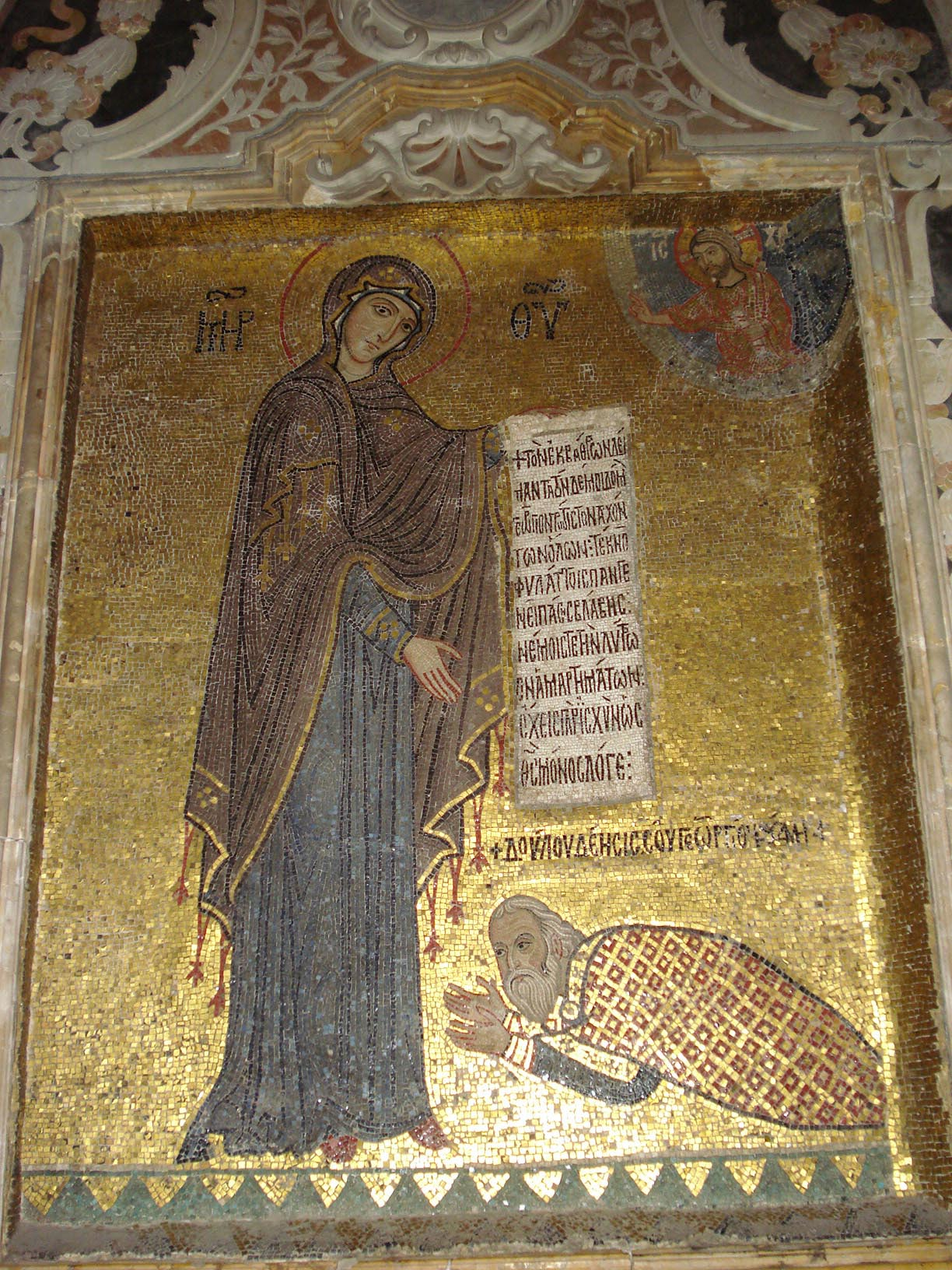
Georg van Antiochië liggend voor Maria. Mozaïek in de Mariakerk van de Admiraliteit, Palermo, door hem gebouwde kerk

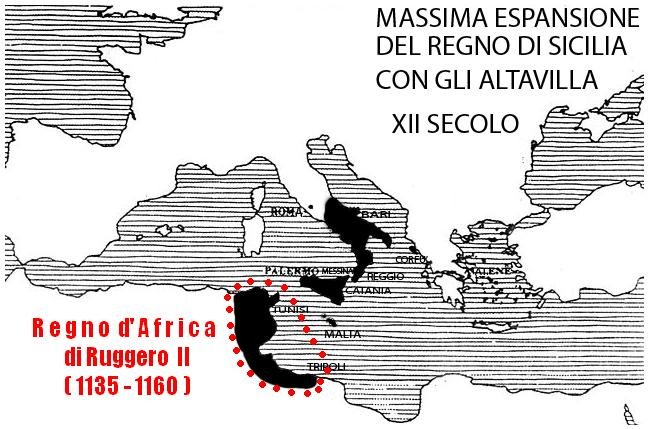
Maximale veroveringen door Georg, voor koning Rogier II van Sicilië

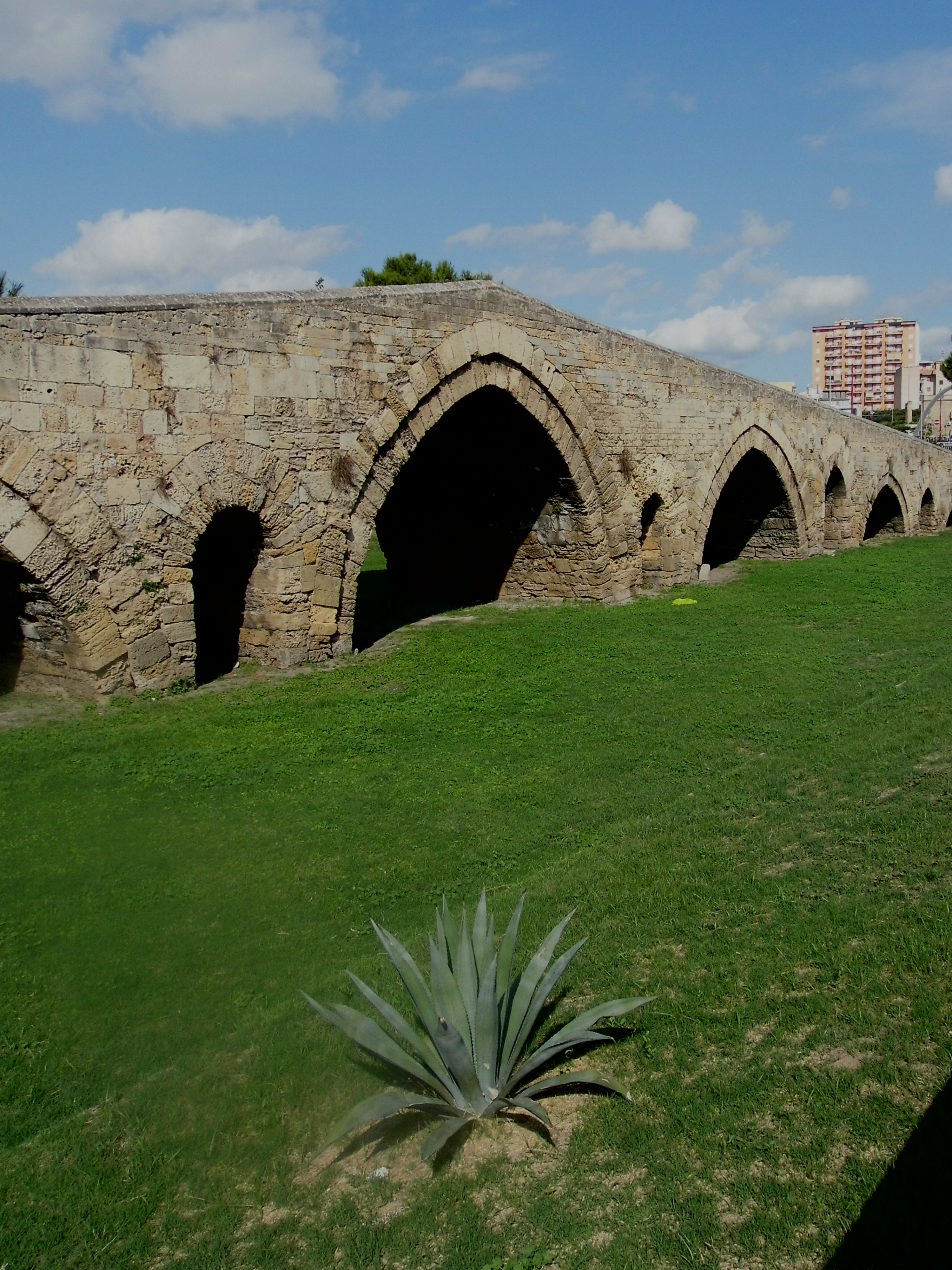
Brug van de Admiraliteit in Palermo, in opdracht van hem gebouwd

Georg of Joris of Georgios van Antiochië (Antiochië, eind 11e eeuw – Sicilië, 1151) was de sterke man en veldheer voor het koninkrijk van Rogier II van het Normandische Sicilië. Georg breidde het koninkrijk uit tot Tunesië, Zuid-Italië en Korfoe. Op Sicilië was hij een bouwmeester in de Arabisch-Normandische kunststijl.
Hij had de Arabisch-Normandische titel van groot-emir van Sicilië, in het Latijn: ammiratus ammiratorum, in West-Europa verbasterde dit tot ‘admiraal’.

## Levensloop

### Antiochië
Georg leefde in de provincie Syria van het Byzantijnse rijk. Hij was Grieks-orthodox en sprak naast Grieks vloeiend Arabisch en Armeens. Zijn ouders waren Michele en Ninfa Teodula. Hij behoorde tot de gegoede klasse van handelaars van de metropool Antiochië aan de Orontes, hoofdplaats van Syria. Zijn handelsrelaties reikten over alle steden van Syrië. De Arabische kroniekschrijvers at-Tigiani en Ibn Haldun, die over zijn jeugdjaren schreven, verschilden van mening over de verhuis van Antiochië naar Tunesië. Volgens de ene trokken Georg en zijn vader weg uit Antiochië omwille van de kruisvaarders die in Antiochië tekeer gingen. Volgens de andere vielen Georg en zijn broer in handen van piraten uit Noord-Afrika.

### Tunesië
Rond de eeuwwisseling 11e-12e eeuw bood Georg zijn diensten aan aan prins Tamim ibn al-Mu'izz. Deze prins regeerde vanuit de stad Mahdia over zowat het huidige Tunesië. De prins was een Berber van de dynastie der Ziriden. Hij was in conflict met Arabische kalifaten in de buurlanden. Georg hervormde de administratie van het prinsdom. Na de dood van Tamim ibri al-Mu’izz (1108) moest diens opvolger niets hebben van Georg. Georg nam halsoverkop een boot van Normandiërs richting Sicilië. 

### Sicilië
In 1108 nam hij dienst bij koning Rogier II van Sicilië. Deze Normandische vorst kon iemand zoals Georg met kennis van de Arabische en Noord-Afrikaanse wereld goed gebruiken. De opperbevelhebber van de Normandisch-Siciliaanse troepen was toen Christodulus. Georg maakt carrière in de vloot in de jaren 1120. Hij joeg op opstandelingen in forten aan de Amalfitaanse kust. Vanaf 1127 waren de militaire successen van Georg belangrijker dan deze van Christodulus. Deze laatste geraakte in de vergetelheid. Georg versloeg opstandelingen in Zuid-Italië, met name in Apulia en Calabria. In 1129 bestookte de Normandisch-Sicilaanse vloot de havenstad Bari meer naar het noorden, met succes.
Door de verovering van Bari liep de carrière van Georg naar een eerste hoogtepunt. In 1132 schonk koning Rogier II hem de titel van ammiratus ammiratorum of groot-emir. Deze titel was meer dan het opperbevel van de troepen; het betrof administratieve en fiscale bevoegdheden in het koninkrijk Sicilië, te vergelijken met een kanselier. In 1135 viel hij de stadstaat Pisa aan en in 1135 Gerba.
In de jaren 1140 bereikte de macht van Georg een tweede hoogtepunt. Hij veroverde grondgebied voor het koninkrijk Sicilië. Dit ging gepaard met een agressieve veroveringstocht met tientallen schepen bewapend met ruiterij en voetvolk. In 1143 vielen Tripoli en het Tunesisch gebied der Ziriden in handen van groot-emir Georg van Antiochië. Geheel dit stuk van Noord-Afrika werd Normandisch-Siciliaans gebied. De Ziriden waren vazallen geworden van de Normandische vorst op Sicilië.
Door de kruisvaarten was het Byzantijnse Rijk verzwakt en daarom richtte Georg zijn oorlogsvloot op het oosten (1147-1148), op zijn geboorteland. Hij veroverde het eiland Korfoe, plunderde de kusten van Etolia en de golf van Korinthe. Georg viel Beotië binnen en plunderde Korinthe, Thebe en Athene. In 1148 keerde de vloot terug naar Sicilië om Arabische aanvallers te verjagen. Georg achtervolgde hen tot in Mahdia, de stad waar hij ooit nog gewerkt had. Daar herstelde hij de macht van koning Rogier II van Sicilië. In deze periode (1148) had Byzantium ervan geprofiteerd om een bondgenootschap af te sluiten met de Republiek Venetië. Dit moest een garantie geven voor bescherming van het Byzantijnse Rijk. De Venetianen veroverden Korfoe. Georg stormde met zijn oorlogsvloot naar Constantinopel, hoofdstad van het Byzantijnse Rijk. De Normandisch-Siciliaanse troepen konden voor korte tijd voet aan wal zetten doch Constantinopel gaf zich zeker niet gewonnen. Razend liet Georg de Byzantijnse kusten in Klein-Azië bestoken. Georg keerde terug naar Calabria waar hij tevergeefs poogde de Byzantijnen en Venetianen te verjagen uit Korfoe.
Enige tijd later werd Georg opgevolgd door Maius van Bari.

### Familie
Georg was getrouwd met Irene en zij hadden 3 zonen: Johannes, Simeon en Michaël. Deze laatste werd generaal van het Normandische Sicilië. Georg leed op het einde van zijn leven aan verschillende ziekten. Hij overleed in de loop van het jaar 1151.

## Bouwwerken
Groot-emir of kanselier Georg van Antiochië liet de volgende gebouwen optrekken op Sicilië:
- 1127 het Grieks-orthodox klooster van San Michele in Mazara del Vallo
- 1132 Ponte dell'Ammiraglio of de brug der Admiraliteit in Palermo
- 1143 de Grieks-orthodoxe kerk Martorana in Palermo, ook bekend als de Santa Maria dell’Ammiraglio ofwel de Heilige Mariakerk van de Admiraliteit.[3]

Hiermee droeg hij duidelijk bij tot de Arabisch-Normandische bouwtrant van die tijd.